# Воронков, Александр Иванович
Воронков, Александр Иванович (1887—1965) — русский историк и филолог-классик, библиограф, составитель библиографии по классической древности.

## Биография
Окончил Тульскую духовную семинарию и историко-филологический факультет Московского университета (1910). С 1911 года преподавал в одной из подмосковных гимназий. В послевоенные годы работал на кафедре классической филологии МГУ, вел занятия по латинскому языку на вечернем отделении и на всем заочном отделении.
Мировой науке А. И. Воронков известен прежде всего как составитель библиографического справочника Древняя Греция и Древний Рим. Библиографический указатель изданий, вышедших в СССР (1895–1959 гг.) / Ответственные редакторы С. А. Лясковский и А. Н. Попов. — Москва: Издательство Академии Наук СССР, 1961. — 523 с.